# Jean-Gabriel Castel
Pour les articles homonymes, voir Castel.
Jean-Gabriel Castel, né le 17 septembre 1928 à Nice et mort le 30 décembre 2023 à Toronto (Ontario, Canada), est un avocat international, professeur d'université et théoricien du droit canadien.
Il sert pour la Résistance pendant la Seconde Guerre mondiale. 

## Biographie
Il fait ses études en droit à l'université du Michigan suivi d'un doctorat en droit à l'université Harvard en 1958.
Il est professeur de droit à l'Osgoode Hall Law School du Canada. Il est l'auteur de Canadian Conflict of Laws et spécialisé en matière de droit international privé.
Il est un Fellow of the Royal Canadian Society.
Jean-Gabriel Castel meurt à Toronto le 30 décembre 2023 à l'âge de 95 ans,.

## Distinctions
- 2012 : Médaille du jubilé de diamant de la reine Élisabeth II[3]

## Décorations
- Officier de la Légion d'honneur Il est fait chevalier le 17 novembre 1992, puis est promu officier le 12 juillet 2013[4].
- Officier de l'ordre national du Mérite Il est fait chevalier le 25 avril 1986, puis est promu officier le 12 mai 1999[5].
- Membre de l'Ordre de l'Ontario depuis 1993[6]
- Officier de l'Ordre du Canada le 24 juin 1985[7]